# Sanicula sandwicensis
Sanicula sandwicensis är en flockblommig växtart som beskrevs av Asa Gray. Sanicula sandwicensis ingår i släktet sårläkor, och familjen flockblommiga växter. Inga underarter finns listade i Catalogue of Life.